# Knight Orc
 Knight Orc es un juego de aventura de texto de 1987 para la Amiga, Amstrad CPC, Atari 8-bit, Atari ST, BBC Micro, Commodore 64, MS-DOS, ZX Spectrum, Macintosh y la MSX, desarrollado por Level 9 y distribuido por Rainbird Software. Viene con una novela corta de Peter McBride ("The Sign of the Orc") que explica los antecedentes de la historia. 

## Trama
Después de una noche de tragos con amigos, Grindleguts el orco se despierta atado a un caballo y a punto de pelear contra un caballero humano. No se ve a sus "amigos" en ninguna parte. Grindleguts debe sobrevivir en un mundo de humanos hostiles mientras busca venganza contra sus torturadores. 
Después del primer capítulo, el juego cambia a ser de ciencia ficción, donde se revela que Grindleguts es un personaje no jugador, que funciona mal, en un juego de rol en línea multijugador masivo futurista. Usando su poder de transición entre fantasía y realidad, convence a varios otros bots para que se unan a él, y de esta forma escapar de las instalaciones de realidad simulada. 

## Recepción
Sinclair User dijo: 
 "Knight Orc no es una aventura ordinaria.  Un buen detalle son las pequeñas partes que se agregan al final de las descripciones que dicen lo que los otros jugadores están haciendo, como "En algún lugar, una voz masculina grita: ¿Alguien tiene algún tesoro de repuesto? " ... Las descripciones de ubicación son exquisitas y compensan con creces la ausencia de gráficos ... El humor trabajado en el texto es como algo sacado de una novela de Douglas Adams, rápido y muy agradable. Nunca gracioso ... Pero el punto culminante del juego son los personajes interactivos ... Todos tienen sus propios personajes y su propio objetivo para completar. Y, lo único que todos tienen en común es que todos odian a los Orcos ... Técnicamente The Pawn puede ser superior, pero en la trama, el disfrute y la atmósfera, Knight Orc gana sin dudas". 
 Computer Gaming World declaró que los gráficos eran una pérdida de espacio en el disco y que los rompecabezas eran "desiguales". Sin embargo, llamó al juego como "por encima del promedio". 
La revista Your Computer dijo que es "decepcionante", mientras que la revista de Atari, Page 6, dijo que era una excelente relación calidad-precio de la versión de Atari de 8 bits.